# Ammianus (comes rerum privatarum)
Ammianus (gestorben 384/385) war ein spätrömischer Beamter Ende des 4. Jahrhunderts. Er ist nicht zu verwechseln mit dem Geschichtsschreiber Ammianus Marcellinus.
Durch ein Gesetz im Codex Theodosianus ist Ammianus für den 16. Dezember 383 als comes rerum privatarum (Verwalter der kaiserlichen Güter) des römischen Imperiums nachgewiesen. Da ein Nebridius für die Jahre 382 bis 384 als comes rerum privatarum im Osten des Reiches nachgewiesen ist, muss Ammianus das Amt im Westen unter Valentinian II. innegehabt haben. Als comes rerum privatarum war er Verwalter der Finanzen und Güter des Kaisers und Mitglied des kaiserlichen Staatsrats, des consistorium, gehörte also zu den höchsten und einflussreichsten Beamten des Reiches. 384 oder 385 sollte er sich gemeinsam mit dem magister officiorum Macedonius vor Gericht gegenüber dem Stadtpräfekten von Rom Quintus Aurelius Symmachus verantworten, starb aber auf dem Weg dorthin. Der Anklagegrund ist unbekannt, doch könnte es sich aufgrund seiner Amtsposition um finanzielles Fehlverhalten gehandelt haben.